# カダルール県
カダルール県（கடலூர் மாவட்டம் ; Cuddalore district）は、インド南部のタミル・ナードゥ州に属する30の県の一つ。県庁所在地はカダルール。

## 概要
2001年の国勢調査では、面積3706平方キロメートル、人口228万5395人、人口密度は617人/km2。
北はヴィリュップラム県、南はナーガッパッティナム県、南東はペランバルール県に接し、北東側はパーンディッチェーリ連合区の領域と複雑に入り組んだ境界を有している。東側はベンガル湾である。
ケディラム川（கெடிலநதி）、ペンナイ川（பெண்ணையாறு）、パラヴァン川（பரவனாறு）、コッリダム川（கொள்ளிடம்）、マニムハム川（மணிமுத்தாறு）などの、数多くの川が県内を流れて海に注ぐ。

## 歴史
1993年9月30日に、サウス・アールカードゥ県が本県とヴィリュップラム県とに分立したことにより誕生。
2004年12月26日の大津波では、海岸地方を中心に甚大な被害を受けた。

## 行政区分

### 郡
カダルール県は、以下の6つの郡（タミル語 வட்டம் 「円」 ; 英訳 taluk）に区分けされている。
- カダルール郡（கடலூர் ; Cuddalore）
- チダンバラム郡（சிதம்பரம் ; Chidambaram）
- カーットゥマンナールコーイル郡（காட்டுமன்னார்கோயில் ; Kattumannarkoil）
- パンルッティ郡（பண்ருட்டி ; Panruti）
- ヴィルッターチャラム郡（விருத்தாசலம் ; Vridachalam）
- ティッタックディ郡（திட்டக்குடி ; Titakudi）

### 区
カダルール県は、以下の13の区（英訳 block）に区分けされている。
- カダルール区（கடலூர் ; Cuddalore）
- アンナーグラーマム区（அன்னாகிராமம் ; Annagramam）？
- パンルッティ区（பண்ருட்டி ; Panruti）
- クリンジッパーディ区（குறிஞ்சிப்பாடி ; Kurinjipadi）
- パランギッペーッタイ区（பரங்கிப்பேட்டை ; Parangipettai）
- メールブヴァナギリ区（மேல்புவனகிரி ; Mel-Bhuvanagiri）
- キーラパーライヤム区（கீரபாளையம் ; Keerapalayam）？
- コマラークシ区（கொமராட்சி ; Komaratchi）
- カーットゥマンナールコーイル区（காட்டுமன்னார்கோயில் ; Kattumannarkoil）
- カンマープラム区（கம்மாபுரம் ; Kammapuram）
- ヴィルッターチャラム区（விருத்தாசலம் ; Vridachalam）
- ナッルール区（நல்லூர் ; Nallur）？
- マンガルール区（மங்கலூர் ; Mangalur）？

## 文化
プニダ・デイヴィッド・コーッタイ（புனித டேவிட் கோட்டை）やトゥライムハム（துறைமுகம்）などが、観光地として有名である。